# Zăvoi
Zăvoi (en hongrois : Závoly) est une commune roumaine située dans le județ de Caraș-Severin.